# Friedrich Kreiß
Friedrich Kreiß (* 28. August 1842 in Ortenberg; † 19. Oktober 1915 in Braunschweig) war ein deutscher Gartenarchitekt. Als herzoglicher Promenadeninspektor gestaltete er zahlreiche Parkanlagen in Braunschweig.

## Leben
Kreiß wurde als Sohn des Architekten und Maurermeisters Georg Kreiß in Ortenberg geboren. Nach dem Besuch der Gewerbeschule in Nidda absolvierte er eine vierjährige Gärtnerlehre in der gräflichen Gärtnerei Stolberg-Rossler in Ortenberg. Im Jahr 1864 ging Kreiß nach Braunschweig, wo er zwei Jahre lang als Obergehilfe in der herzoglichen Landesbaumschule arbeitete.
Im Jahr 1866 reiste er nach England, um dort eine zweijährige Ausbildung zu absolvieren. Während seiner Berufstätigkeit als Obergärtner in Großbritannien war er Mitarbeiter bei der Erweiterung des bei London gelegenen Battersea Parks. In dieser Zeit besuchte er mehrere kulturgeschichtlich bedeutende Gartenanlagen und Gärtnereien in England und Schottland. Er siedelte 1868 nach Braunschweig über, wo er ab 1872 als Bahnhofs-Obergärtner im Dienst der Generaldirektion der Herzoglich Braunschweigischen Staatseisenbahn arbeitete und 1880 als Promenadenverwalter in den braunschweigischen Staatsdienst übernommen wurde. 1884 ernannte ihn
Herzog Wilhelm zum Herzoglichen Promenadeninspektor. Dieses Amt bekleidete er bis 1914. Kreiß wurde um das Jahr 1900 mit der Umgestaltung der Parkanlage des Schlosses Etelsen beauftragt.

### Braunschweiger Parkanlagen
Er gestaltete 1868/69 den „Eisenbahnpark“, später Bahnhofspark, gelegen zwischen der heutigen Adenauerstraße, der Nîmesstraße und dem ehemaligen Freizeit- und Bildungszentrum Bürgerpark. Im Jahre 1882 ließ er in Zusammenarbeit mit dem Architekten Constantin Uhde den Bammelsburger Teich unweit der Villa Löbbecke am Inselwall anlegen. Er schuf 1884 den Stadtpark, gestaltete seit 1886 den Bahnhofspark zum Bürgerpark um und ließ ab 1895 den Prinzenpark anlegen.

### Ehrungen
Kreiß erhielt ein Ehrengrab auf dem Hauptfriedhof Braunschweig. Nach ihm wurde der Friedrich-Kreiß-Weg im Braunschweiger Bürgerpark benannt.